# John Dalli
Pour les articles homonymes, voir Dalli.
John Dalli, né le 5 octobre 1948 à Qormi, Malte, est une personnalité politique maltaise. Il appartient au Parti nationaliste (PN/NP). Il a occupé le poste de commissaire européen chargé de la Santé et de la Politique des consommateurs de 2010 à 2012, au sein de la Commission Barroso II. Accusé à tort de corruption liée à l'industrie du tabac, il démissionne le 16 octobre 2012.
Il est marié à Josette Dalli, née Callus. Le couple a deux filles.

## Vie politique
Nommé secrétaire parlementaire du ministère de l'Industrie en mai 1987. Élu à la Chambre des députés, il devient ministre des Affaires économiques en mai 1990.
Il est nommé ministre des Finances à partir de février 1992. Il conserve ce poste jusqu'en avril 2003, lorsqu'il est nommé ministre des Finances et des Affaires économiques. Il est nommé en mars 2004, ministre des Affaires étrangères et de la Promotion des investissements en remplacement de Joe Borg, alors désigné commissaire européen. Réélu à la Chambre des députés en mars 2008, John Dalli est nommé ministre de la Politique sociale le 12 mars 2008.
Le 25 novembre 2009, il est nommé commissaire européen, poste auquel il succède à Joe Borg. Au sein de la Commission, il occupe le portefeuille de la Santé et de la Protection des consommateurs.

### Polémiques et démission
Le 16 octobre 2012, John Dalli démissionne de son poste de commissaire européen à la suite d'un rapport de l'Office européen de lutte antifraude (OLAF) faisant état de possible trafic d'influence. D'après ce rapport, à la veille d'une révision de la Tobacco Products Directive, directive européenne concernant le tabac, le fabricant de tabac suédois Swedish Match a été approché par un entrepreneur maltais prétendant pouvoir user de ses relations avec John Dalli pour faire lever l'interdiction du snus dans l'Union européenne contre le paiement de 60 millions d'euros. Le directeur général de l'OLAF, Giovanni Kessler, précisant qu'« aucune preuve n'a permis de conclure que monsieur Dalli a été l'instigateur ou le cerveau opérationnel de cette demande de fonds, […] aucune somme n'a été payée, même en partie. » L'ensemble des accusations sont rejetées par John Dalli qui indique vouloir défendre sa réputation en dénonçant dans la presse maltaise une campagne de son propre parti politique et un piège de l'industrie du tabac. L'Alliance européenne pour la santé publique (EPHA) espère que la démission du commissaire européen « n'aboutira pas à ce que l'industrie veut précisément depuis le début avec cette action : bloquer une future directive ». Le Partenariat pour un monde sans fumée a mis le législateur européen en garde, soulignant « comment l'industrie du tabac tente d'influencer la législation et, lorsqu'elle ne peut pas, essaie de bloquer ou retarder la procédure ». 
Une enquête, racontée par José Bové dans son livre de 2014 Hold-up à Bruxelles (adapté par  Antoine Raimbault en 2024 sous le nom Une affaire de principe), révèle l'ambiguïté de cette accusation et blanchit l'ancien commissaire, qui a vraisemblablement été la proie d'un coup monté par Swedish Match. Un propos plus nuancé selon les commentateurs. L'affaire révèle des dysfonctionnements graves dans le fonctionnement de la Commission européenne et une proximité trop grande avec les lobbys. Saisi, le tribunal de l'Union européenne a rejeté, le 12 mai 2015, la plainte du commissaire, l'estimant non fondée. Il a pris essentiellement en compte le poste politique, estimant que les règles habituelles entourant une démission ne pouvaient être appliquées. Le procès contre Giovanni Kessler révèle qu'il a perdu sa femme. Giovanni Kessler est, lui, condamné en 2023, à 14 mois de prison avec sursis pour écoute illégale.
En octobre 2021, son nom est cité dans les Pandora Papers.